# Cheirocerus abuelo
Cheirocerus abuelo är en fiskart som först beskrevs av Schultz, 1944.  Cheirocerus abuelo ingår i släktet Cheirocerus och familjen Pimelodidae. Inga underarter finns listade i Catalogue of Life.